# Rouissat
Rouissat (în arabă الرويسات) este o comună din provincia Ouargla, Algeria.
Populația comunei este de 58.112 locuitori (2008).